# Марково (Зубцовский район)
Марково  — деревня в Зубцовском районе Тверской области. Входит в состав Вазузского сельского поселения.

## География

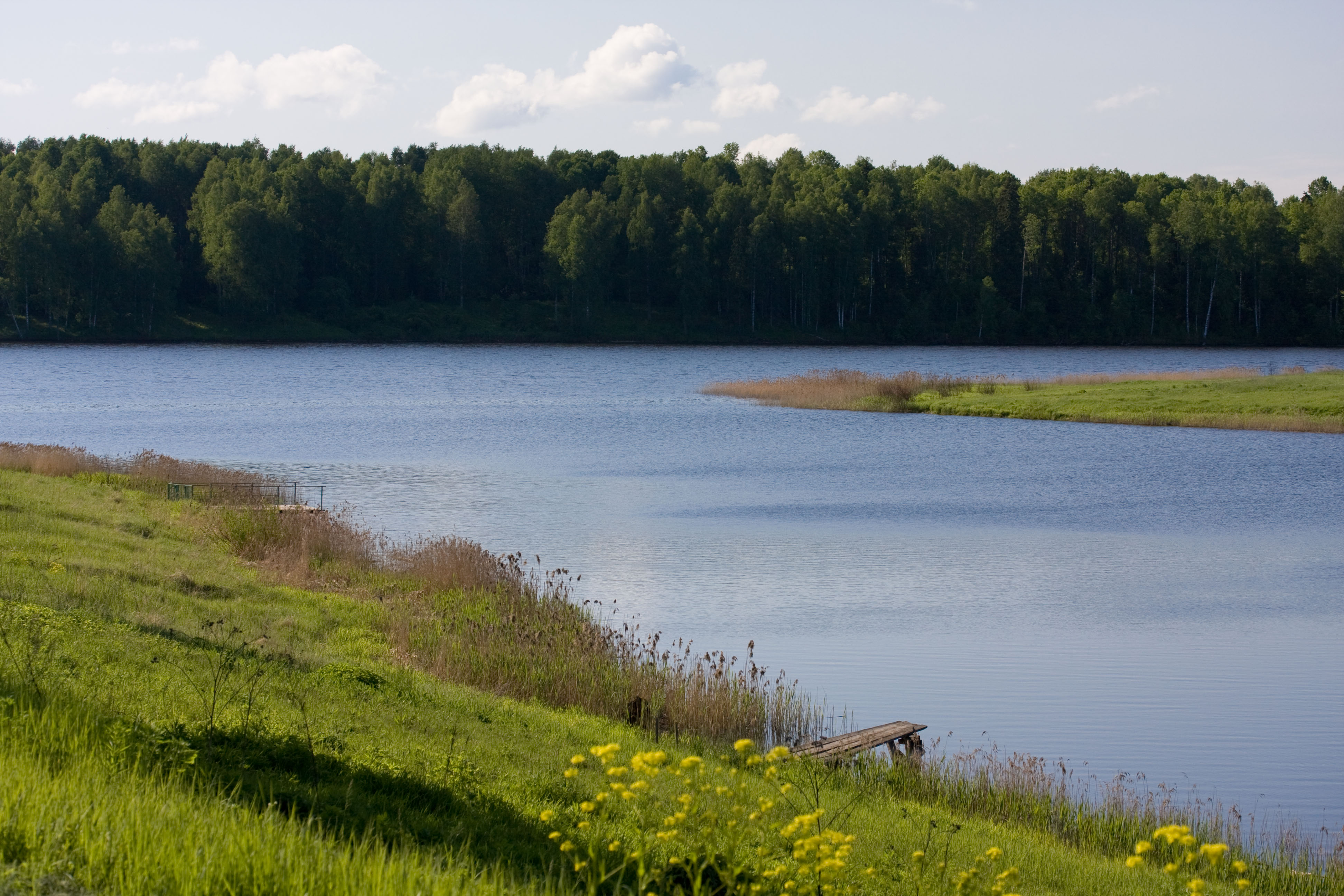
Осуга в Марково

Находится в южной части Тверской области на расстоянии приблизительно 10 км по прямой на юг-юго-запад от районного центра города Зубцов на левом берегу реки Осуга.

## История
Деревня была отмечена еще на карте 1825 года. В 1859 году здесь (деревня Зубцовского уезда Тверской губернии) было учтено 4 двора, в 1939—15.

## Население
Численность населения: 57 человек (1859 год), 4 (русские 100 %) в 2002 году, 1 в 2010.